# Benelli Kite
La Benelli Kite è una pistola ad aria compressa prodotta dalla fabbrica italiana Benelli Armi S.p.a.
Questa pistola è stata realizzata appositamente per soddisfare gli sportivi che praticano il Tiro a segno a livello agonistico, è infatti progettata per praticare la disciplina olimpionica P10 con il bersaglio posto a 10 metri.

## Caratteristiche
La Kite sviluppa una potenza pari a 7,5 Joule. Questa limitazione consente l'acquisto della suddetta pistola senza il porto d'armi in quanto rientra nella categoria delle armi di libera vendita.
La pistola è regolabile in ogni sua parte (mirino, grilletto, impugnatura, ecc.) e dunque si adatta alle esigenze specifiche di ogni tiratore. È disponibile anche una variante più corta della pistola, denominata Benelli Kite Young, pensata appunto per i più giovani e per le donne.
Il serbatoio dell'aria è dotato di un manometro che consente il monitoraggio costante della pressione. Il serbatoio è disponibile in quattro misure diverse e in varie colorazioni.

## Curiosità
La Benelli Kite è la pistola utilizzata dal tiratore delle fiamme gialle Francesco Bruno per vincere le medaglie d'oro ai campionati italiani di tiro a segno del 2006 e del 2008 e ai XV Giochi del Mediterraneo del 2005.
È utilizzata anche dal tiratore Tanyu Kiryakov, che ha vinto l'oro nella categoria P10 ai Giochi Olimpici di Seul 1988, il quale ha conquistato con la Benelli Kite svariate medaglie ai Campionati Europei e all'ISSF World Cup.